# Astragalus wingatanus
Astragalus wingatanus är en ärtväxtart som beskrevs av Sereno Watson. Astragalus wingatanus ingår i släktet vedlar, och familjen ärtväxter. Inga underarter finns listade i Catalogue of Life.